# Kanton Montceau-les-Mines-Nord
Kanton Montceau-les-Mines-Nord (francouzsky Canton de Montceau-les-Mines-Nord) je francouzský kanton v departementu Saône-et-Loire v regionu Burgundsko. Tvoří ho pouze severní část města Montceau-les-Mines.